# Kościół Matki Bożej Nieustającej Pomocy w Łowiczu
Kościół Matki Bożej Nieustającej Pomocy w Łowiczu – rzymskokatolicki kościół parafialny należący do parafii pod tym samym wezwaniem (dekanat Łowicz-Katedra diecezji łowickiej). Znajduje się na osiedlu Korabka.
W 1997 roku rozpoczęła się budowa świątyni. 27 czerwca 1999 roku ks. Wiesław Frelek odprawił pierwszą mszę świętą w budowanym kościele. Odprawił ją na ołtarzu, przy którym sprawował Eucharystię św. Jan Paweł II, wizytując Łowicz w dniu 14 czerwca 1999 roku. 2 czerwca 2000 roku biskup Alojzy Orszulik wydał dekret przekształcający ośrodek Duszpasterski w parafię. Wszedł on w życie 27 czerwca 2000 roku. Pierwszym jej proboszczem został dotychczasowy rektor ośrodka ks. mgr Wiesław Frelek, który całą swoją energię włożył w wykończenie wnętrza kościoła znajdującego się w stanie „surowym”. Konsekracji kościoła, wybudowanego według projektu architekta Aleksego Dworczaka, dokonał 30 czerwca 2007 roku biskup łowicki Andrzej F. Dziuba.
W ołtarzu głównym jest umieszczony obraz patronki parafii, Matki Bożej Nieustającej Pomocy. Ołtarz i ambona znajdujące się w prezbiterium to marmurowe repliki tych, przy których modlił się św. Jan Paweł II w czasie wizyty w Łowiczu 14 czerwca 1999 roku. W prawej nawie jest umieszczony obraz Miłosierdzia Bożego, a także chrzcielnica wykonana przez górali.